# Étoile Sportive Porto-Novo
L'Étoile Sportive Porto-Novo est un club de football béninois basé dans la ville de Porto-Novo.

## Histoire
Le club remporte la première ligue du Bénin en 1974,.

## Stade
Le club joue au stade Charles de Gaulle, d'une capacité de 15.000 places.

## Palmarès
- Championnat du Bénin :
  - Champion : 1974

## Performances dans les compétitions de la CAF
- Coupe des clubs champions africains : 1 Apparition
  - 1975 : Premier tour.